# Омар європейський
Омар європейський (лат. Homarus gammarus) — вид ракоподібних ряду Десятиногі (Decapoda) родини Лобстери (Nephropidae) роду Омар (Homarus). Європейський омар — одна з найбільших тварин серед 35 тисяч видів ракоподібних, і, звичайно, найсильніший у межах нашої географічної широти. Хоча люди вже не одну сотню років добувають омарів заради смачного м'яса, ці тварини й донині досить часто трапляються на більшій частині європейського узбережжя.

## Поширення
Європейський омар трапляється біля узбережжя Європи, Північної і Південної Африки, в Атлантичному океані, Північному й Середземному морях. Також трапляються у Балтійському морі і на півдні Чорного моря. У Чорному морі трапляється дуже рідко у Прибосфорському районі, біля берегів Туреччини і півдня Болгарії.

## Опис
Омар європейський — велика ракоподібна тварина з довжиною тіла до 60 сантиметрів і вагою до 5-6 кг. Тіло складається з 19 сегментів, вкритих міцним панциром. У місцях з'єднання окремих сегментів панцир тонкий і м'який, що дає змогу омару рухатися. Омар має п'ять пар складних ніг, чотири з яких слугують для ходіння (ходильні ноги). Перша пара видозмінилася в потужні клешні, якими омар вбиває здобич і розриває її на частини.

## Спосіб життя
Удень європейський омар так ховається серед каменів або скельних ущелин, що зовні видно тільки його антени і масивні клішні. Іноді, коли поблизу немає підхожої схованки, він викопує у м'якому ґрунті під скелями власну схованку. Під прикриттям ночі європейський омар залишає місце свого лігвища і вирушає на пошуки їжі.
Пересувається європейський омар дуже обережно і повільно. Клешні омар майже завжди тримає піднятими, щоб зберегти рівновагу. Відчувши небезпеку, омар швидко загрібає хвостом уперед, під себе, і таким чином відпливає назад, у безпечне місце. Завдяки твердому панциру тварина надійно захищена від ворогів. Проте ця непробивна «броня» під час росту омара не збільшується, тому йому не залишається нічого іншого, як замінити старий панцир на новий. Перед линькою під тісним панциром з'являється новий, м'який шар, що не містить солей кальцію. Старий панцир у процесі линьки лопається на межі між грудьми і черевцем. Твердіння нового панцира омара може тривати від 20 до 50 днів. При цьому солі кальцію надходять із крові в новий панцир і глибоко просочують його.

## Розмноження
Самки омара починають паруватися у віці 5-6 років. Парування цих тварин відбувається влітку. Молода самка відкладає загалом декілька тисяч яєчок, пізніше їх кількість поступово збільшується і сягає 150 тисяч. Самець омара запліднює відкладені самкою яйця. Матір протягом 7-11 місяців носить запліднені яйця, прикріпивши їх до черевних кінцівок. Залежно від температури води через 9-12 місяців з них вилуплюються личинки, які зовсім не схожі на дорослих омарів. Зовні личинки радше нагадують інших ракоподібних — креветок. Довжина новонароджених омарчиків — усього сім міліметрів. У перші 2-3 тижні життя личинки плавають у верхніх шарах води разом із планктоном. У цей час вони живляться мікроорганізмами. Нерідко течії відносять їх дуже далеко від місця появи на світ, тому життя личинки омара, що трохи подорослішала, буде проходити вдалині від її батьків. За оцінками, тільки 1 личинка з 20000 доживає до дорослого віку.